# Осинцев, Игорь Аркадьевич
Игорь Аркадьевич Осинцев — советский хозяйственный и политический деятель.

## Биография
Родился в 1934 году в Чусовом. Член КПСС.
Окончил Уральский политехнический институт.
В 1957—1973 гг. — подручный вальцовщика, мастер, старший мастер, заместитель начальника сортопрокатного цеха, заместитель начальника производственного отдела, заместитель секретаря парткома, секретарь парткома Нижнетагильского металлургического комбината имени Ленина.
В 1973—1980 гг. — первый секретарь Тагилстроевского райкома КПСС города Нижнего Тагила, второй секретарь Нижнетагильского горкома КПСС.
В 1980—1982 гг. — заведующий отделом легкои и пищевой промышленности Свердловского обкома КПСС.
В 1982—1991 гг. — заместитель председателя Свердловского облисполкома.
В 1991—1995 гг. — заместитель председателя правительства, заместитель главы администрации Свердловской области.
С 1994 — предприниматель в Свердловской области.
Делегат XXV съезда КПСС.
Живёт в Екатеринбурге.

## Награды
- Орден Трудового Красного Знамени
- Орден Знак Почёта
- Медаль «За трудовую доблесть»